# Armin Bauer
Armin Bauer (Bolzano, 15 luglio 1990) è un ex combinatista nordico italiano.

## Biografia
Armin Bauer, originario di Ortisei, fa parte della nazionale italiana dal 2004. Esordisce il 22 gennaio 2005 a Planica in Slovenia giungendo 57º in una Gundersen HS109/10 km valida come gara FIS. Partecipa ai Mondiali juniores di Tarvisio 2007 ottenendo come miglior risultato il 4º posto, insieme ai compagni di nazionale Alessandro Pittin, Davide Bresadola e Lukas Runggaldier, nella gara a squadre HS109/staffetta 4x5 km. Debutta in Coppa del Mondo il 29 gennaio 2008 Kuusamo in Finlandia, piazzandosi 53º in una Gundersen HS142/10 km.
In carriera ha partecipato a due edizioni dei Giochi olimpici invernali, Vancouver 2010 (34º nel trampolino normale, 21º nel trampolino lungo, 10º nella gara a squadre) e Soči 2014 (14º nel trampolino normale, 23º nel trampolino lungo, 8º nella gara a squadre), e a cinque dei Campionati mondiali (4º nella gara a squadre dal trampolino normale a Falun 2015 il miglior piazzamento).

## Palmarès

### Coppa del Mondo
- Miglior piazzamento in classifica generale: 32º nel 2014

### Campionati italiani
- 7 medaglie[1]:
  - 1 oro (individuale nel 2013)
  - 3 argenti (individuale nel 2008; individuale nel 2012; individuale nel 2013)
  - 3 bronzi (sprint nel 2007; individuale, sprint nel 2010)